# Tractor Supply Company
Tractor Supply Company (NASDAQ: TSCO

) er en amerikansk detailhandelskoncern, der driver 2.000 butikker i USA, som er målrettet folk på landet. De sælger byggemarkedsartikler, landbrugsartikler, haveartikler, dyreartikler og andet. Deres årsomsætning er på 13 mia. $, og der er i alt 46.000 ansatte.
Charles Schmidt etablerede Tractor Supply Company i Chicago i 1938 som en postordrevirksomhed, der solgte dele til traktorer.